# Emily Browning
Emily Jane Bronwing (sinh ngày 7 tháng 12 năm 1988) là nữ ca sĩ và diễn viên người Úc.
Emily bắt đầu nghiệp diễn của mình bằng vai diễn trong phim truyền hình Úc tên The Echo of Thunder; theo sau đó, cô tham gia một loạt phim truyền hình của Úc tên High Flyers, Blue Heels và Something in the Air. Vai diễn đột phá của cô là trong bộ phim năm 2002 Ghost Ship, khiến cho khán giả biết đến cô rộng rãi hơn. Năm 2005, Emily thắng giải Nữ diễn viên xuất sắc nhất do Hiệp hội phim Úc Quốc tế trao tặng cho vai diễn Violet Baudelaire trong bộ phim A Series of Unfortunate Events của đạo diễn Lemony Snicket (2004).
Emily cũng nổi tiếng với những vai diễn trong phim kinh dị The Uninvited (2009), phim hành động Sucker Punch (2011) và phim độc lập Sleeping Beauty (2011). Cô được trao tặng giải Diễn viên đột phá của năm từ Liên hoan phim quốc tế Hamptons năm 2011 cho vai diễn trong phim Sleeping Beauty. Những phim khác bao gồm Summer in February (2013), Pompeii (2014) và Legend (2015). Hiện tại cô đang tham gia loạt phim American Gods của đài Starz TV (2017-nay)

## Thời thơ ấu
Emily được sinh ra ở Melbourne, bang Victoria, là con gái của Andrew và Shelley Browning. Cô theo học trường Hurstbridge Learning Co-op và trung học Eltham. Cô có hai người em trai tên Nicholas và Matthew.

## Sự nghiệp

### 1998-2007
Vai diễn đầu tiên của Emily là trong bộ phim The Echo of Thunder của kênh Hallmark vào năm 1998. Theo sau đó là những vai diễn trong loạt phim truyền hình Úc, bao gồm một vai diễn dài hơi trong loạt phim Blue Heels từ năm 2000 tới 2002, trong phim Something in the Air năm 2000 tới 2001. Năm 2001, Emily đóng vai con gái của nhân vật do diễn viên Billy Connolly thủ vai trong phim The Man Who Sued God.
Vai diễn đầu tiên mở đầu thâm nhập thị trường Mỹ là bộ phim Ghost Ship năm 2002, cô thắng giải Diễn viên trẻ xuất sắc nhất nhờ vai diễn này cùng năm. Trong năm 2003, cô đóng phim cùng với Heath Ledger và Orlando Bloom trong bộ phim Ned Kelly năm 2003 và tái hợp với Billy Connolly trong bộ phim A Series of Unfortunate Events với vai diễn Violet Baudelaire.
Năm 2006, Emily xuất hiện trong clip ca nhạc "Light Surrounding You" của nhóm nhạc Evermore. Trong clip hậu trường, nhóm nhạc cho biết "Chúng tôi diễn dở lắm nên quyết định thuê Emily". Cô cũng tham gia Lễ hội thời trang L'Oreal với vai trò đại sứ vào ngày 1/2/2007.

### 2008-2011
Emily đảm nhận vai chính trong bộ phim kinh dị năm 2009 tên The Uninvited, đây là bản làm lại từ bộ phim Hàn Quốc sản xuất năm 2003 tên A Tale of Two Sisters. Cô từng từ chối vai diễn Bella Swan trong loạt phim Chạng Vạng với lý do "không đủ khả năng" dù tác giả Stephenie Meyer của bộ truyện đã mời cô hợp tác. Năm 2009, cô được chọn cho vai diễn Babydoll trong bộ phim hành động Sucker Punch do Zack Snyder đạo diễn, thay thế Amanda Seyfried đã từ chối vai diễn vì lý do lịch làm việc không cho phép. Bộ phim được ghi hình ở Vancouver từ tháng 9/2009 tới tháng 1/2010, bộ phim được ra mắt ngày 25/3/2011. Trong một bài phỏng vấn ở Comic-Con, cô cho biết mình sẽ hát trong phim, cũng như cho biết trong đoạn phim thử vai, cô đã hát bài Killing Me Softly khiến cho bộ phận tuyển vai xúc động, đồng thời cũng là bài hát yêu thích của vợ Zack Snyder, Emily nói rằng đây là "điểm cộng" khiến cô được nhận vai.
Tháng 2/2010, có tin cho biết Emily sẽ nhận vai trong bộ phim độc lập của Úc tên Sleeping Beauty, do Julia Leigh đạo diễn. Cô thế cho diễn viên Mia Wasikowska không thể tham gia được do bận lịch trình của phim Jane Eyre vào thời điểm đó. Bộ phim được công chiếu ở Liên hoan phim Cannes năm 2011 và Liên hoan phim Sydney. Trong một bài nhận xét, Peter Bradshaw của tờ The Guardian cho rằng "Với kĩ năng diễn xuất thanh lịch và đầy kiểm soát, Emily Browning đã đem đến cho chúng ta màn trình diễn tuyệt vời". Fionnuala Halligan của tờ Screen International viết "Nội đọc kịch bản thôi đã khiến tôi thấy không khả quan rồi. Nhưng đó lại là điều hấp dẫn tôi"

### 2012-hiện tại
Năm 2012, Emily thay thế nữ diễn viên người Anh Ophelia Lovibond để đảm nhận vai chính trong bộ phim Summer in February. Bộ phim dựa trên quyển sách cùng tên của tác giả Jonathan Smith. Vào tháng 7/2012, Emily được chọn cho vai diễn trong phim nhạc kịch God Help the Girl do Belle và Sebastian Stuart Murdoch sản xuất và đạo diễn. Emily đảm nhận vai Eve, một vai diễn yêu cầu khả năng hát sống. Quá trình quay phim bắt đầu từ ngày 8/7/2012 và kết thuc vào ngày 12/8/2012.
Emily cũng tham gia phim của Catherine Hardwicke tên Plush cùng với Cam Gigandet thay thế cho Evan Rachel Wood do lịch trình không cho phép. Emily cũng tham gia với bạn diễn Xavier Samuel. Bộ phim Magic Magic do Sebastian Silva đạo diễn được chiếu ở Liên hoan phim Sundance 2013. Trang Film.com chọn bộ phim là "đáng xem nhất"
Emily cũng tham gia phim Pompeii năm 2014. Bộ phim được quay ở Toronto và chính tại thành phố Pompeii. Sau khi quay xong Pompeii, Emily dành thời gian dưỡng sức và quay lại quê nhà ở Úc để quay clip ca nhạc bài hát "No Matter What You Say" của ban nhạc Imperial Teen do Guy Franklin đạo diễn. Emily đóng vai "trưng bày nghệ thuật sống" trong clip ca nhạc.
Năm 2014, Emily quay phim Shangri-La Suite do Eddie O'Keefe đạo diễn. Phim kể về cặp tình nhân tâm thần bỏ trốn khỏi bệnh viện tâm thần vào năm 1974 và du lịch tới Los Angeles nhằm thỏa mãn ước mơ được giết thần tượng Elvis Presley của nhân vật nam phụ. Cô tham gia phim cùng với Luke Grimes và Avan Jogia. Cùng năm, cô cũng xuất hiện trong clip ca nhạc "Take Shelter" của Year & Years.
Năm 2015, Emily xuất hiện trong bộ phim hình sự kinh dị Legend, cùng với Tom Hardy thủ vai cặp anh em song sinh tên Reggie và Ronnie tai tiếng khắp London vào những năm 1960. Emily đóng vai vợ của Reggie Ray tên Frances Shea.
Emily được chọn cho vai diễn Laura Moon trong loạt phim American Gods. Tác giả của tiểu thuyết Neil Gaiman cho biết, "Tôi rất ấn tượng với cô ấy từ vai diễn trong A Series of Unfortunate Events. Cô ấy đảm đương rất nhiều trở ngại. Laura là vai diễn không dễ, vì thế Laura trên màn ảnh còn khó hơn nhiều và nguy hiểm gấp bội hơn Laura trong tiểu thuyết. Emily sẽ có thời gian tuyệt vời phía trước để đem nhân vật Laura lên màn ảnh nhỏ"